# Луїс де Авіла
Луїс де Авіла-і-Суньіга (ісп. Luis de Ávila y Zúñiga; 1500, Пласенсія — 1564) — іспанський дипломат, полководець і історик.

## Біографія
Народився в Пласенсії близько 1490 року, виховувався у брата своєї матері, герцога Пласенсія з роду Суньіга. Користувався довірою Карла V, який посилає його з важливими дорученнями до папи Павла IV і Пія IV і робить його великим магістром ордена Алькантари. Він супроводжував імператора в його походах в Африку і проти Шмалькальденського союзу і 1552 року, при облозі Меца, отримав начальство над кавалерією.
Як історик він відомий своєю історією Шмалькальденської війни, написаної хоча і не неупереджено, але дотепно і ясно, простою, виразною і живою мовою. Вона спочатку була видана в 1547 році в Іспанії під заголовком «Comentarios de la guerra de Alemaña, hecha por Carlos V en 1546 y 1547», потім перероблена автором на італійській мові і переведена на інші мови. На німецькій мові існують два переклади цього твору: 1552 і 1858 років.